# Placozoa
Los placozoos (Placozoa) son un filo descrito por el zoólogo alemán Franz Eilhard Schulze (1840 - 1921), a partir de pequeños animales planos y reptantes encontrados en un acuario marino del Instituto de Zoología de Graz (Austria). Los interpretó como nuevos animales relacionados con la teoría de la plánula. Por varios años, la única especie validada de placozoos fue Trichoplax adhaerens. Recientemente, Hoilungia hongkongensis y Polyplacotoma mediterranea fueron validadas como dos especies nuevas. Asimismo, se ha sugerido que pueden existir hasta cien especies, aún desconocidas.
Posiblemente sea el animal de estructura más simple existente en nuestro planeta. Vive en aguas marinas y presenta el aspecto de una torta minúscula compuesta por multitud de células. Trepa a las rocas y devora cualquier alga que viva sobre ellas. Aunque es un organismo algo más complejo que los protozoos, no posee ningún órgano especializado. Al principio se pensó que se trataba de la larva de algún animal.

## Características

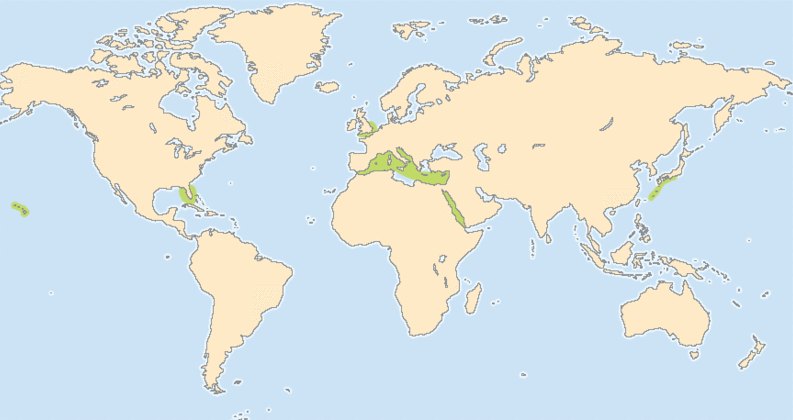
Distribución geográfica de Trichoplax adhaerens

Trichoplax adhaerens y Hoilungia hongkongensis son morfológicamente indistinguibles: son un animal marino de forma globosa con una cavidad corporal llena de líquido a presión. T. adhaerens constituyó por mucho tiempo su propio filo ya que la otra especie de éste, Treptoplax reptans, se había descrito en 1896 y no ha vuelto a verse desde entonces. Con el descubrimiento y validación recientes de las últimas dos especies, esto cambió.  
Por otra parte, Polyplacotoma mediterranea difiere profundamente de las otras especies. Morfológicamente, posee largas ramas corporales politómicas y una longitud corporal máxima de más de 10 mm. Asimismo, alberga un genoma mitocondrial altamente compacto con ARNt mitocondrial superpuesto y genes codificantes de proteínas.
Al primer ejemplar encontrado Schulze le llamó Trichoplax adhaerens, etimológicamente significa "placa con pelos (cilios) que se pega", luego muchos autores pusieron en duda su significado, ya que nunca se habían encontrado en la naturaleza; postulándose que fuera una fase larvaria (no un adulto) de otro animal (de medusa o esponja) que entró por casualidad en el acuario.
En 1971, Grell, protozoólogo, halló el T. adhaerens libre en la naturaleza, en el Mediterráneo y en el mar Rojo. Posteriormente Ivanov (1980) en el mar Caspio; por lo tanto es una forma cosmopolita de aguas cálidas, con lo cual se derrumbó la teoría de que fuera una larva.
Trichoplax carece de órganos y de la mayoría de los tejidos, aunque se cree que provendría de animales con tejidos y órganos. Presenta un cuerpo ameboide de 0,5 mm. Está compuesto de unas pocas células que acaban en un simple cilio para el movimiento estratificadas en tres láminas. Suele adherirse muy bien a los sustratos y se le encuentra habitualmente en el medio intersticial. Se nutre por absorción y se han observado estructuras para atrapar el alimento. Produce óvulos y esperma, pero no tiene órganos sexuales; también se ha observado reproducción asexual.

## Relaciones filogenéticas
Dada su simplicidad, al principio se creyó que los placozoos eran los animales actuales más primitivos. No obstante, al descubrirse que sus células epiteliales están conectadas por uniones de proteínas extracelulares (desmosomas), condición hallada en todos los animales excepto en las esponjas, se sugirió que los placozoos podrían haber aparecido más tarde y que podrían estar en la base de los eumetazoos. 
Los análisis moleculares muestran que los placozoos son animales simplificados por lo que descienden de animales considerablemente más complejos que ya tenían músculos y tejidos nerviosos. En consecuencia, ambos tipos de tejido, así como la lámina basal del epitelio, se perdieron más recientemente debido a una simplificación secundaria radical.
Varios estudios a este respecto hasta ahora arrojan resultados diferentes para identificar el grupo hermano exacto: en un caso los Placozoa calificarían como los parientes más cercanos de Cnidaria, mientras que en otro serían un grupo hermano de Ctenophora, y ocasionalmente se los coloca directamente al lado de la Bilateria. Actualmente, normalmente se colocan según el cladograma siguiente:
|            | Placozoa                                               |
|            |                                                        |
| Planulozoa | \| \| Cnidaria \| \| \| \| \| \| Bilateria \| \| \| \| |
|            | \| \| Cnidaria \| \| \| \| \| \| Bilateria \| \| \| \| |
|            | Cnidaria                                               |
|            |                                                        |
|            | Bilateria                                              |
|            |                                                        |

|  | Cnidaria  |
|  |           |
|  | Bilateria |
|  |           |

|            | Placozoa                                               |
|            |                                                        |
| Planulozoa | \| \| Cnidaria \| \| \| \| \| \| Bilateria \| \| \| \| |
|            | \| \| Cnidaria \| \| \| \| \| \| Bilateria \| \| \| \| |
|            | Cnidaria                                               |
|            |                                                        |
|            | Bilateria                                              |
|            |                                                        |

|  | Cnidaria  |
|  |           |
|  | Bilateria |
|  |           |

|            | Placozoa                                               |
|            |                                                        |
| Planulozoa | \| \| Cnidaria \| \| \| \| \| \| Bilateria \| \| \| \| |
|            | \| \| Cnidaria \| \| \| \| \| \| Bilateria \| \| \| \| |
|            | Cnidaria                                               |
|            |                                                        |
|            | Bilateria                                              |
|            |                                                        |

|  | Cnidaria  |
|  |           |
|  | Bilateria |
|  |           |

|            | Placozoa                                               |
|            |                                                        |
| Planulozoa | \| \| Cnidaria \| \| \| \| \| \| Bilateria \| \| \| \| |
|            | \| \| Cnidaria \| \| \| \| \| \| Bilateria \| \| \| \| |
|            | Cnidaria                                               |
|            |                                                        |
|            | Bilateria                                              |
|            |                                                        |

|  | Cnidaria  |
|  |           |
|  | Bilateria |
|  |           |

### Artículos científicos
- V. J. Birstein: On the Karyotype of "Trichoplax sp." (Placozoa). en: Biologisches Zentralblatt. Fischer, Jena - Stuttgart 108.1989, S. 63.  ISSN 0006-3304
- K. G. Grell, A. Ruthmann: Placozoa. en: F. W. Harrison, J. A. Westfall (Hrsg.): Microscopic Anatomy of Invertebrates. Bd 2. Wiley-Liss, Nueva York 1991, S.13.  ISBN 0-471-56224-6
- W. Jakob, S. Sagasser, S. Dellaporta, P. Holland, K. Kuhn, B. Schierwater: The Trox-2 Hox/Para Hox gene of "Trichoplax" (Placozoa) marks an epithelial boundary. en: Development Genes and Evolution. Springer, Berlín 214.2004, S.170.  ISSN 0949-944X
- Y. K. Maruyama: Occurrence in the Field of a Long-Term, Year-Round Stable Population of Placozoa. en: Biological Bulletin. Laboratory, Woods Hole Mass 206.2004,1, S. 55. ISSN 0006-3185
- T. Syed, B. Schierwater: The evolution of the Placozoa - A new morphological model. en: Senckenbergiana lethaea. Schweizerbart, Stuttgart 82.2002,1, S. 315. ISSN 0037-2110
- P. Schubert: "Trichoplax adhaerens" (Phylum Placozoa) has cells that react with antibodies against the neuropeptide RFAmide. en: Acta Zoologica. Blackwell Science, Oxford 74.1993,2, S.115.  ISSN 0001-7272
- T. Ueda, S. Koga, Y. K. Marayama: Dynamic patterns in the locomotion and feeding behaviour by the placozoan "Trichoplax adhaerens".  en: BioSystems. North-Holland Publ., Ámsterdam 54.1999, S.65. ISSN 0303-2647
- O. Voigt, A.G. Collins, V. Buchsbaum Pearse,  J.S. Pearse, A. Ender, H. Hadrys, B.Schierwater: Placozoa — no longer a phylum of one. en: Current Biology. Cell Press, Cambridge Mass 14.2004, 22, S. R944. ISSN 0960-9822

### Citas
Placozoa
- K. G. Grell: Trichoplax adhaerens, F. E. Schulze und die Entstehung der Metazoen. en: Naturwissenschaftliche Rundschau. Wiss. Verl.-Ges., Stuttgart 24.1971, S.160.  ISSN 0028-1050

Treptoplax reptans
- F. S. Monticelli: Treptoplax reptans n. g., n. s. en: Rendiconti / Accademia Nazionale dei Lincei, Roma, Classe di Scienze Fisiche, Matematiche e Naturali. Rom 2.1893,5, S.39. ISSN 0001-4435

Trichoplax adhaerens
- F. E. Schulze: Trichoplax adhaerens n. g., n. s. en: Zoologischer Anzeiger. Elsevier, Ámsterdam-Jena 6.1883, S.92. ISSN 0044-5231